# 西新宿一丁目地区プロジェクト
西新宿一丁目地区プロジェクト（にししんじゅくいっちょうめちくぷろじぇくと）は、東京都新宿区西新宿一丁目にある大規模な都市再開発計画。明治安田生命新宿ビルと周辺の建物を建て替え、超高層ビルを建設する予定。デベロッパーは明治安田生命保険相互会社と森ビルであり、2021年8月1日に着工し、2025年11月に竣工する予定。

## 概要
敷地面積は約6,300㎡。地上23階地下4階、高さ約130mの高層ビルを建設する予定。